# 春風亭柳枝 (4代目)
初代 春風亭 華柳（しゅんぷうてい かりゅう）・四代目 春風亭 柳枝（しゅんぷうてい りゅうし）1868年9月（慶応4年 - 明治元年）9月 - 1927年（昭和2年）4月20日は、和歌山県の落語家。本名：飯森 和平。通称は住所から「牛込の柳枝」。また、俗に小ぢんまりとした顔つきから「鼠の殿様」。
得意演目は人情噺、滑稽噺、狂歌噺などいろいろ演じきった。姉の養子が、後の三代目桂三木助である。

## 来歴
江戸下谷の出身。父は元富山藩士で明治維新後、和歌、挿花、茶道の指南をしていた。商人になるために11歳のときに奉公に出るが元来落語好きで奉公先が長続きしない、18歳の時に挙句には親に内緒で初代松柳亭鶴枝の門で鶴吉となる、1885年ころに3代目柳枝の門では10年間修行を我慢するのならということで門下になり2代目春風亭枝雀を名乗る、1889年4月から翌年まで都川扇之助と名乗る、1890年9月枝雀に復し1894年4月再びの鶴枝の門に戻り二つ目でさん枝、同年12月に4代目春風亭柏枝、1896年9月に真打昇進し初代小柳枝を名乗った。
1900年11月に同じ柳派の初代談洲楼燕枝の一周忌に弟子の小燕枝が「小」を取り2代目談洲楼燕枝したのに触発され自身も「小」を取り4代目柳枝を襲名した。
1917年8月、東京寄席演芸株式会社に対抗して落語睦会（三遊柳連睦会）を結成。会長に就任。
1921年3月、睦会「三柳の改名」　師弟トリプル襲名
- 師匠 初代春風亭華柳（当人）←4代目春風亭柳枝
- 兄弟子 　6代目春風亭柳枝（ゴミ六）←3代目春風亭小柳枝
- 弟弟子 　4代目春風亭小柳枝←7代目春風亭柏枝（のちの6代目春風亭柳橋）
  - （注：このとき、春風亭柳枝の5代目をあえて欠番とした）

1927年4月2日、NHKのラジオ放送で口演中に脳卒中で倒れる。そのまま放送局内の休憩室で治療が行われたが、20日になって危篤状態に陥り同日死去。満59歳没。 

## 一門弟子
- 六代目春風亭柳枝
- 五代目柳亭燕路
- 春風亭柳窓
- 春風やなぎ
- 八代目朝寝坊むらく
- 六代目春風亭柳橋
- 二代目古今亭雷門
- 雀家翫之助
- 春風亭柳語楼
- 八代目春風亭柳枝
- 七代目春風亭枝雀
- 春風亭柳丸（佐藤忠治）
- 四代目都家歌六
- 春風亭小柳三
- 二代目春風亭年枝
- 春風亭華扇（岡田徳三、8代目土橋亭里う馬の弟）
- 睦の三郎（色物・逆立ち獅子舞の春風胡蝶斎の実子）
- 九代目司馬龍生

他多数